# شيخيان ماري (كبغان)
شيخيان ماري (بالفارسية: شیخیان ماری) هي قرية تقع في إيران في قسم كبغان الريفي. يقدر عدد سكانها بـ 171 نسمة بحسب إحصاء 2016.